# ジェットストリーム 41

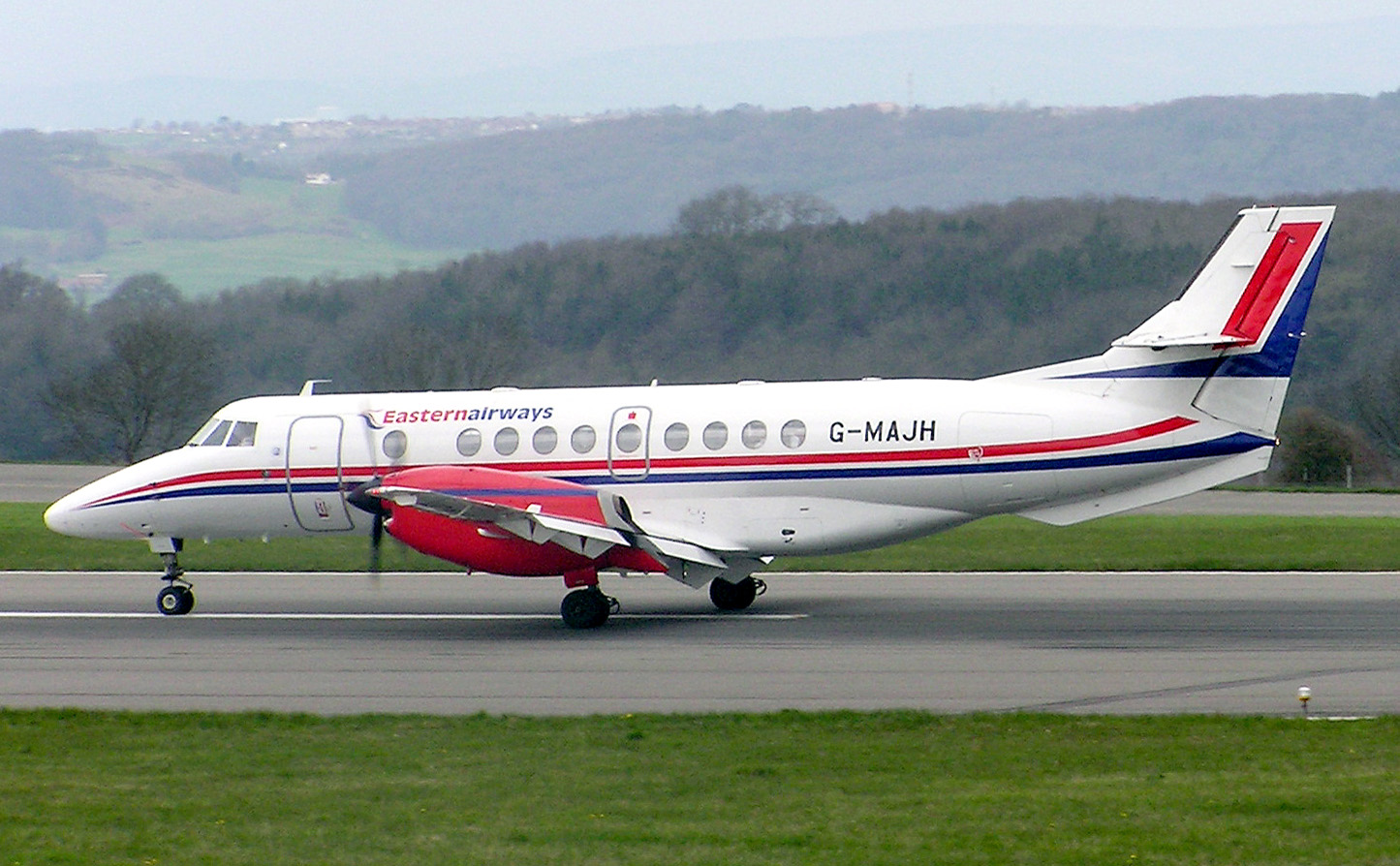
イースタン航空のジェットストリーム 41（ブリストル空港で撮影）

ジェットストリーム 41 ( Jetstream 41) とは、イギリスの航空機メーカーであるBAe（現BAEシステムズ）が地域路線（リージョナル路線）に投入するために開発したターボプロップ双発の中型旅客機である。原型であるハンドレページ・ジェットストリームの拡張改良型であり、BAe ジェットストリームと呼ばれていた。

## 概要
当初は競合するサーブ 340などのように30席クラスの旅客機とする計画であったが最終的には29席クラスの旅客機となった。
1991年9月25日に初飛行し、1992年11月23日に型式証明の交付を受けた。しかし、1993年にBAeはジェットストリームの名称からBAeを外した。また販売成績は悪くは無かったが、1997年5月におよそ100機を生産した時点で終了した。

## 機体性能
- 運航乗務員: 2
- 乗客: 29 もしくは 30
- 全長: 19.25 m (63 ft 2 in)
- 全幅: 18.42 m (60 ft 5 in)
- 高さ: 5.74 m (18 ft 10 in)
- 翼面積: 32.4 m2 (349 ft2)
- 空虚重量: 6416 kg (14,144 lb)
- 最大離陸重量: 10,886 kg (24,000 lb)
- エンジン: AlliedSignal TPE331-14GR/HR ターボプロップ双発 1250 kW (1650 shp)
- 最大速度: 546 km/h (295 knots, 340 mph)
- 航続距離: 1433 km (774 nm, 891 mi)
- 巡航高度: 7620 m (25,000 ft)